# Plaza Elíptica (metrostation)
Plaza Elíptica is een metrostation in het stadsdeel Usera van de Spaanse hoofdstad Madrid. Het station werd geopend op 7 mei 1981 en wordt bediend door lijn 6 van de metro van Madrid.